# Lionel Abelanski
Lionel Abelanski (Parigi, 22 ottobre 1964) è un attore francese.

## Biografia
Ha esordito sul grande schermo nel 1989 con un piccolo ruolo nella pellicola Romuald & Juliette. Nel 1998 è stato scelto per il ruolo da protagonista, il matto Shlomo, nel film Train de vie - Un treno per vivere, che ha segnato la sua consacrazione. Ha lavorato spesso anche in teatro.

## Filmografia

### Cinema
- Didier, regia di Alain Chabat (1997)
- Train de vie - Un treno per vivere (Train de vie), regia di Radu Mihăileanu (1998)
- Belfagor - Il fantasma del Louvre (Belphégor - Le Fantôme du Louvre), regia di Jean-Paul Salomé (2001)
- Pistole nude (Mais qui a tué Pamela Rose?), regia di Éric Lartigau (2003)
- Double Zéro, regia di Gérard Pirès (2004)
- Je ne suis pas là pour être aimé, regia di Stéphane Brizé (2005)
- Poltergay, regia di Éric Lavaine (2006)
- Troppo amici (Tellement proches), regia di Olivier Nakache e Éric Toledano (2009)
- Il concerto (Le Concert), regia di Radu Mihăileanu (2009)
- Due agenti molto speciali (De l'autre côté du périph), regia di David Charhon (2012)
- F.B.I. - Due agenti impossibili (Mais qui a retué Pamela Rose?), regia di Olivier Baroux e Kad Merad (2012)
- Le vacanze del piccolo Nicolas (Les Vacances du petit Nicolas), regia di Laurent Tirard (2014)
- Barbecue, regia di Éric Lavaine (2014)
- Magic in the Moonlight, regia di Woody Allen (2014)
- Lola+Jeremy (Blockbuster), regia di July Hygreck (2018)
- Il principe dimenticato (Le Prince oublié), regia di Michel Hazanavicius (2020)
- Les Petites victoires, regia di Mélanie Auffret (2023)
- La moglie del presidente (Bernadette), regia di Léa Domenach (2023)
- Finalement - Storia di una tromba che si innamora di un pianoforte (Finalement), regia di Claude Lelouch (2024)

### Televisione
- Non hai scelta - Il coraggio di una madre (Une chance de trop) – miniserie TV, 6 puntate (2015)

## Doppiatori italiani
- Massimo Popolizio in Train de vie - Un treno per vivere
- Paolo Maria Scalondro in Belfagor - Il fantasma del Louvre
- Luigi Ferraro in Double Zéro
- Franco Mannella in Il concerto
- Antonio Palumbo in Due agenti molto speciali
- Guido Sagliocca in Barbecue
- Jacques Peyrac in Magic in the Moonlight
- Antonio Sanna in Lola+Jeremy
- Gianluca Machelli in La moglie del presidente